# Gelibolu
Gelibolu cũng được gọi là Gallipoli (từ tiếng Hy Lạp: Καλλίπολις, Kallipolis, "Thành phố xinh đẹp"), là một huyện thuộc tỉnh Çanakkale, Thổ Nhĩ Kỳ. Huyện có diện tích 825 km² và dân số thời điểm năm 2007 là 47252 người, mật độ 57 người/km².
Thị xã nằm ở Đông Thrace ở phần châu Âu của Thổ Nhĩ Kỳ trên bờ phía nam của bán đảo được đặt theo tên của nó trên eo biển Dardanelles, 3 km từ Lapseki trên bờ kia.